# 中央大学杉並高等学校
中央大学杉並高等学校（ちゅうおうだいがくすぎなみこうとうがっこう）は、東京都杉並区今川二丁目にある私立高等学校。略称は「中杉」（ちゅうすぎ）。

## 概要
1963年4月、目白中学を母体とする中央大学杉並高等学校（現・中央大学附属中学校・高等学校）が小金井に移転後、その校舎と名称を継承し「杉並高校改組委員会」委員長の中央大学文学部教授・鈴木俊を初代校長に迎えて新たに男女別学（男子部と女子部の併設）の高等学校として開設された、中央大学の附属学校である。1992年入学の30期生からは男女共学へと移行している。2012年に、創立50周年を迎えた。
1学年330名ほど、全校生徒は1000人ほど。毎年中央大学には93％ほどの生徒が進学する。文系・理系（文コース・文理コース）の振り分けは3年時に行なわれ、文コースの生徒は理工学部に推薦されない。また、3年次の選択科目（4単位）を履修しないと、中央大学へ推薦されない（放棄とみなされる）。法学部には毎年約100人が推薦される。また、国公立大学（全学部）と私立大学（中央大学にない学部・学科・コース）は中央大学と併願して受験できる。
姉妹校として、中央大学の附属校の中央大学附属中学校・高等学校（小金井市）、中央大学高等学校（文京区）および中央大学附属横浜中学校・高等学校（横浜市）がある。またオーストラリアのユニティ・カレッジとも姉妹校協定を結んでいる。
制服は1991年度入学生から、文化勲章受章者の森英恵がデザインしたもの（男女ともブレザー）に改定されている。旧制服は男子が詰襟、女子はスーツのスタイルであった。
正面玄関上に、テミス像が設置されている。

## 沿革
- 1963年 - （旧）中央大学杉並高等学校（現・中央大学附属中学校・高等学校）の校地を継承し、新たに男子部・女子部からなる（新）中央大学杉並高等学校が開校。
- 1992年 - 完全共学化。
- 1998年 - イギリス・オックスフォード研修開始。
- 2000年 - 一般公募推薦入試開始。
- 2001年 - 帰国生入試開始。
- 2004年 - オーストラリア・ユニティカレッジと協力協定締結。
- 2012年 - 創立50周年記念式典挙行。
- 2014年 - 国際協力入門タイ研修開始。

## 部活動
数多くの部活動・同好会がある。特にボート部・女子バレーボール部・音楽部の活動は活発で、ボート部・音楽部は全国大会レベルにある。
ボート部　2018年全国高校選抜大会で全国6位入賞、2021年全国高校総体（インターハイ）で決勝6位入賞。
音楽部　2018年第11回全国高等学校軽音フェスティバルで全国大会最優秀賞。

## 組織・人事
- 学校長 - 高橋宏明（中央大学文学部教授兼任）
- 教育目標 - 真・善・美
- 創立50周年宣言 - 共育と共創

## 交通
出典 : 
電車
| 路線名             | 最寄り駅 | 徒歩所要時間 |
| ------------------ | -------- | ------------ |
| 西武新宿線         | 上井草駅 | 12分         |
| JR中央・総武緩行線 | 西荻窪駅 | 20分         |
| JR中央・総武緩行線 | 荻窪駅   | 25分         |

バス
| 運行事業者 | 乗車駅     | 系統                   | 下車停留所                  |
| ---------- | ---------- | ---------------------- | --------------------------- |
| 関東バス   | 西荻窪駅   | 西50・西51             | 「今川二丁目」、徒歩3分     |
| 西武バス   | 上井草駅   | 荻13・荻14・荻16       | ｢中央大学杉並高校｣          |
| 西武バス   | 荻窪駅     | 荻13・荻14・荻16・荻18 | 「総合荻窪病院前」、徒歩1分 |
| 西武バス   | 阿佐ケ谷駅 | 荻15・荻15-2           | 「総合荻窪病院前」、徒歩1分 |

## 主な出身者
- 秋葉卓志 - ミュージシャン、横浜銀蝿のTAKU
- 浅田次郎 - 作家
- 永井浩二 - 野村ホールディングス社長兼グループCEO、野村證券社長
- 加根弘一 - 三菱証券社長
- 小島忠雄 - ダイワ精工社長
- 東稔哉 - ㈱サイプレス創業者
- 松下正 - ㈱アダストリアCOO
- えのきどいちろう - コラムニスト
- 金子隆一 - サイエンスライター、SF研究家
- 加納美也子 - アナウンサー（岩手朝日テレビ → テレビ信州）
- あやまん監督 - あやまんJAPAN
- さゆき - LuLu
- 横井昭裕 - 株式会社ウィズ（WiZ）代表取締役社長
- 横田濱夫 - はみ出し銀行マン
- 国山ハセン - 元TBSテレビアナウンサー
- 原綾香 - NHK秋田放送局キャスター
- 室屋義秀 - エアロバティックスパイロット
- 梅村妃奈子 - ドラマー、声優、SILENT SIREN元メンバー
- 岸明平 - ミュージシャン、Rhythmic Toy Worldメンバー
- 柳瀬観 - 映画監督
- 高野智史 - 将棋棋士
- 髙塚大夢 - アイドル INIメンバー
- 春原早希 - ソロシンガーソングライター
- TAKU-横浜銀蝿メンバー、ベーシスト